# Das Neue Blatt
Das Neue Blatt ist eine wöchentlich erscheinende deutsche Frauenzeitschrift.

## Hintergrund
Das Neue Blatt erschien erstmals 1950 im Verlagshaus Die Welt GmbH, das 1953 vom Verlag Axel Springer aufgekauft wurde. Heute wird sie von der Hamburger Bauer Media Group herausgegeben. Wie andere Titel der Regenbogenpresse berichtet Das Neue Blatt vornehmlich über europäische Adelshäuser und andere Prominente. Weitere Themenschwerpunkte sind Gesundheit, Ernährung, Mode, Reisen und Wohnen.
Ehemalige Chefredakteure waren u. a. Petra Hansen-Blank und Kai Winckler. Seit dem 1. Januar 2022 hält Eike Lange diese Position.

## Leserschaft
Die Zielgruppe der Zeitschrift sind nach Angabe des Bauer Verlags Frauen im Alter von 40 bis 59 Jahren. Im Quartal II/09 (IVW) lag die verkaufte Auflage bei 536.080 Exemplaren. Insgesamt erreicht das Blatt rund 1,26 Mio. Leser. (Stand: 1/2021)

## Prozesse umDas Neue Blatt
Das Neue Blatt sorgte 1961 für einen Präzedenzfall im deutschen Medienrecht, als es in seiner Ausgabe vom 29. April des Jahres ein frei erfundenes Interview mit Soraya Esfandiary Bakhtiari abdruckte. Das Landgericht Hamburg gab einer Klage der Prinzessin Soraya statt und verurteilte Das Neue Blatt auf Zahlung von Schadensersatz in Höhe von 15.000 DM wegen Verletzung ihres Persönlichkeitsrechts. Ein Berufungsprozess vor dem Bundesgerichtshof bestätigte das Urteil, das Bundesverfassungsgericht wies eine Verfassungsbeschwerde des Axel Springer Verlags zurück (BVerfGE 34, 269). Der Fall wurde seither in der bundesdeutschen Rechtsprechung häufig herangezogen, wenn das von Medien beanspruchte Grundrecht auf Meinungs- und Pressefreiheit mit den Persönlichkeitsrechten von Prominenten in Konflikt kam.
Ein weiteres Mal wurde die Berichterstattung der Zeitschrift 1998 vor dem Bundesverfassungsgericht verhandelt. Das Neue Blatt hatte über eine angeblich bevorstehende Hochzeit von Caroline von Monaco berichtet und wurde im Caroline-von-Monaco-Urteil I zum Abdruck einer Gegendarstellung verurteilt.
Königin Silvia von Schweden erreichte im Jahre 2003 in einem Vergleich mit dem Neuen Blatt, dass am 28. Januar 2004 Gegendarstellungen „Keine Ehekrise! Keine Untreue! Keine Scheidungsabsichten!“ veröffentlicht wurden.

## Presseratsrüge
2007 rügte der Deutsche Presserat die Zeitschrift wegen Verstoßes gegen den Pressekodex. Sie hatte Anzeigen veröffentlicht, die nicht als solche kenntlich waren und damit nach Feststellung des Presserats gegen das Gebot der Trennung zwischen redaktioneller Berichterstattung und Anzeigen verstoßen.